# Coolibri
coolibri ist ein städteübergreifendes Magazin mit Sitz in Dortmund. Es erscheint im Rhein/Ruhrgebiet und im Bergischen Land mit einer Auflage von 100.000 Exemplaren und einer Reichweite von ca. 412.000 Lesern je Ausgabe (AWA 2016) und ist damit das auflagenstärkste und meistgelesene Stadtmagazin Deutschlands. Nach stetig sinkenden Auflagenzahlen erfolgte 2017 der Austritt aus der unabhängigen Auflagenprüfung der IVW. Der Verlag hat seinen Sitz in Dortmund; in Düsseldorf gibt es eine weitere Regionalredaktion. 

## Beschreibung
Die Zeitschrift ist als Anzeigenträger kostenlos erhältlich und erscheint seit 1983 monatlich vornehmlich für die Zielgruppe der über 16-Jährigen, um sie rund um das Veranstaltungs- und Partygeschehen ihrer Region zu informieren. Erhältlich ist coolibri in Gaststätten, Clubs, Kinos und Geschäften – insgesamt bei über 3.000 Verteilstellen. Die Verteilgrenzen liegen im Westen bei Krefeld/Mönchengladbach, im Osten bei Hamm, im Norden bei Haltern und im Süden hinter Remscheid. Seit 2013 ist die coolibri media GmbH & Co. KG eine hundertprozentige Tochter von Lensing Media in Dortmund.
Das Magazin beschäftigt sich vor allem mit Musik, Film, Kultur, Theater und Kunst sowie Party- und Gastrotipps und umfasst einen umfangreichen Veranstaltungskalender für die Region. Ebenfalls enthalten ist ein Kleinanzeigenteil. Seit 2008 bietet der Verlag seine Heft- und zusätzliche Inhalte – wie z. B. das komplette Kinoprogramm der Region sowie weitere und aktuellere Veranstaltungstipps – auch online an. 
2004 bis 2010 erschien als Ergänzung zum coolibri die ‚coolibri-card‘, die ihren Besitzern bei über 300 Partnern im Erscheinungsgebiet verschiedene Vergünstigungen gewährte. Mit „Herz beißt Haifisch“ veranstaltete coolibri seit Anfang der 1990er – als Ergänzung zum Kontaktanzeigenteil – regelmäßig Datingparties im Erscheinungsgebiet.
Seit 2014 erscheint im Verlag coolibri ein eigenes Campus-Magazin, das sich konkret an Studierende richtet. Seit dem Jahr 2016 erscheinen unter dem Titel „edition coolibri“ weitere Sondermagazine mit den Titeln „Campus“, „Lust auf Gesund“, „Lust auf Familie“ und „Rund um den Baldeneysee und Kettwig“.
Seit 2017 enthält das Magazin monatliche wechselnde Specials unter anderen zu den Themen Hochzeit, Urlaub, Auto etc. Seit der Übernahme des Konkurrenten Heinz ist im Ruhrgebiet des Weiteren noch das Magazin trailer (Berndt Media) zu finden.
Coolibri ist 2018 Medienpartner von Konzerthaus Dortmund, Düsseldorfer Nacht der Museen, Ruhrfestspiele, ExtraSchicht, Bochum Total, Juicy Beats, Dortmunder Museumsnacht, Bochumer Musiksommer, Cirque Du Soleil, WissensNacht, Ruhrtriennale, Internationales Frauenfilmfestival, Tag der Trinkhallen, lit.Ruhr.